# Polyschema terricola
Polyschema terricola är en svampart som beskrevs av H.P. Upadhyay 1966. Polyschema terricola ingår i släktet Polyschema, divisionen sporsäcksvampar och riket svampar.   Inga underarter finns listade i Catalogue of Life.